# Monteceneri

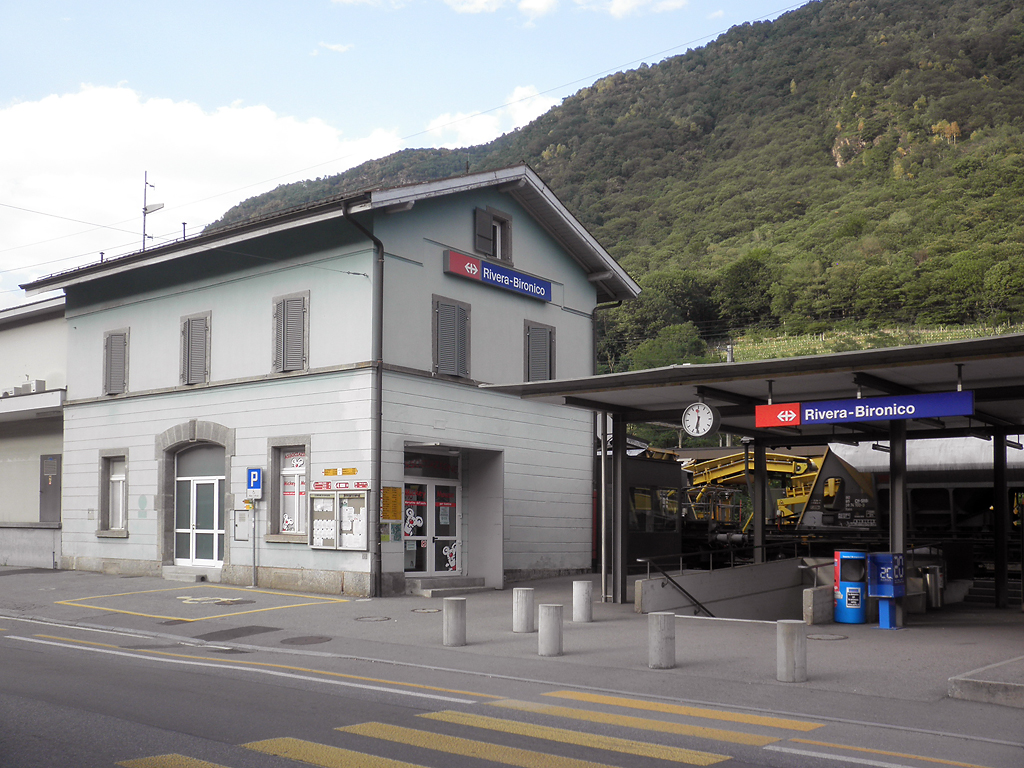
Bahnhof FFS Rivera-Bironico

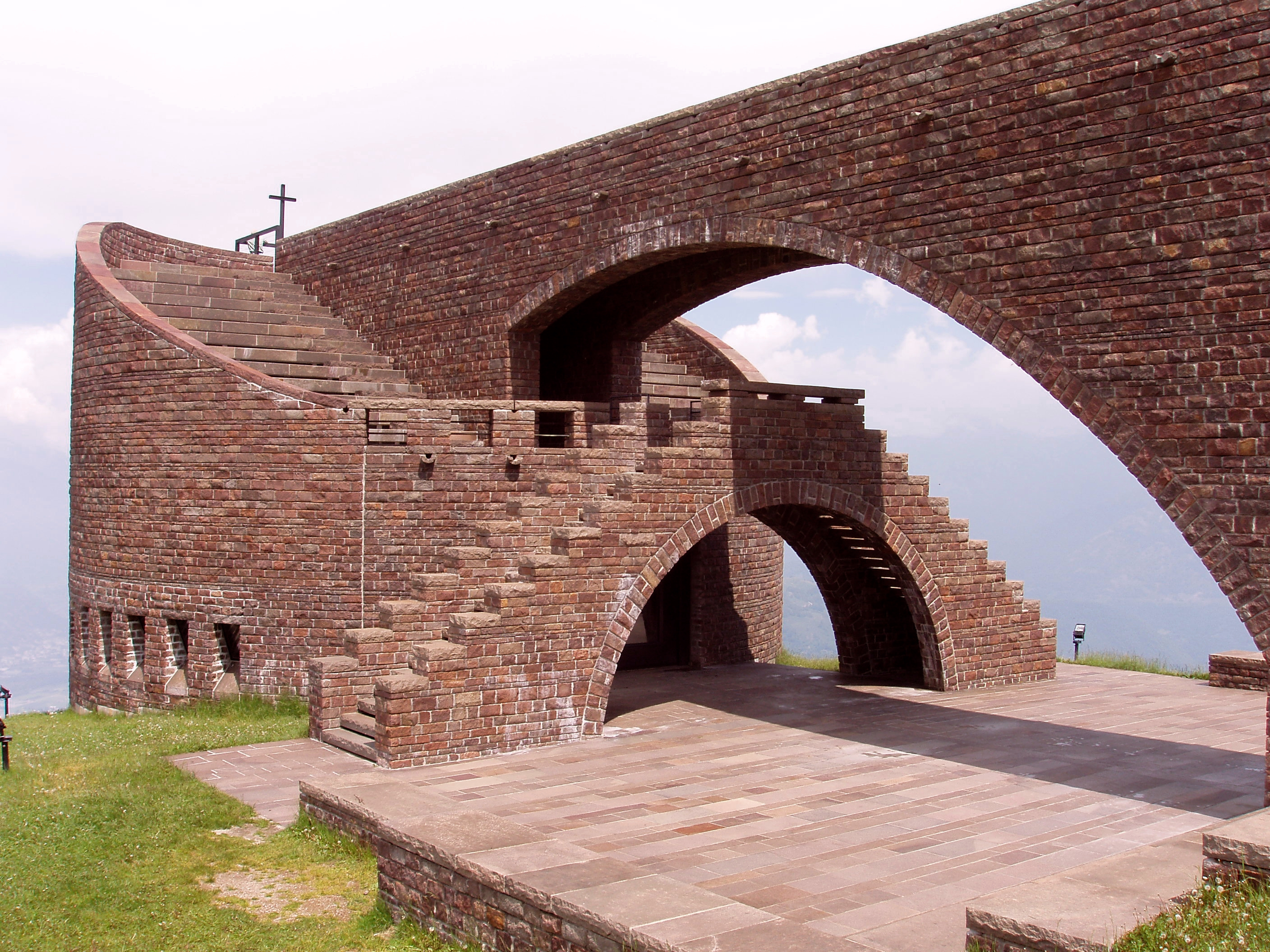
Betkapelle Santa Maria degli Angeli auf der Alpe Foppa (1567 m ü. M.)

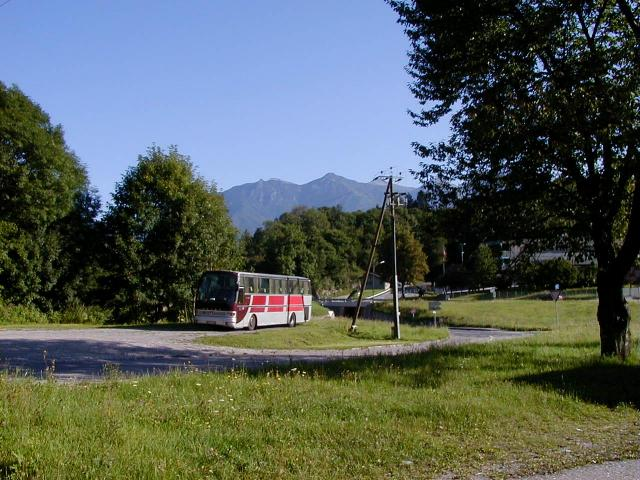
Monte Ceneri Pass

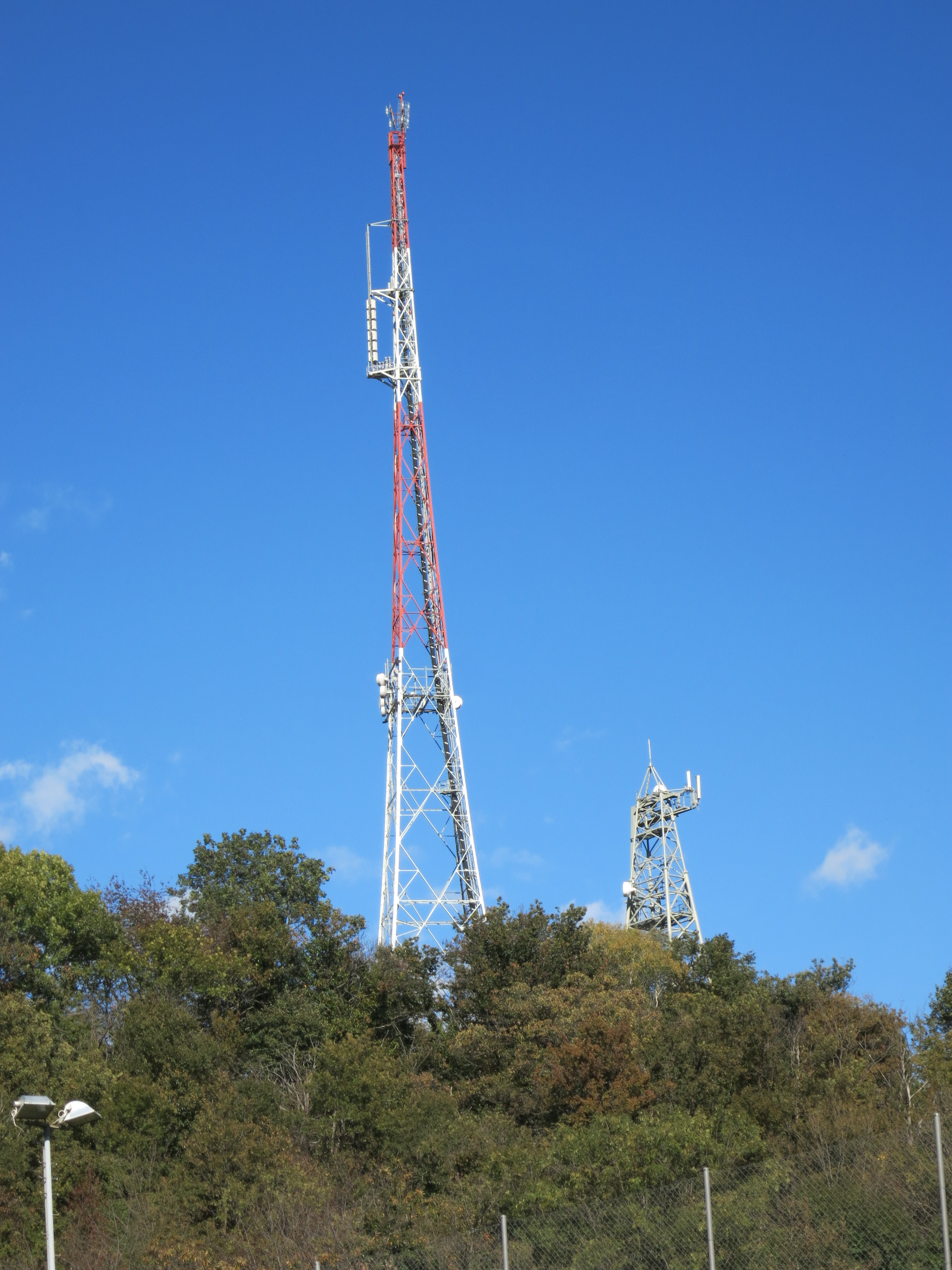
Monte Ceneri Radiosender

Monteceneri ist eine auf den 21. November 2010 neu entstandene politische Gemeinde des Kantons Tessin in der Schweiz. Sie liegt südlich der Passhöhe des Monte Ceneri.

## Geographie
Die Gemeinde liegt zwischen 511 und 625 m ü. M. Nachbargemeinden sind Gambarogno TI, Cadenazzo, Isone, Torricella-Taverne, Mezzovico-Vira, Ponte Capriasca und Capriasca.

## Gemeindefusion
Am 25. November 2007 wurde die Fusion der Gemeinden Bironico, Camignolo, Mezzovico-Vira, Rivera und Sigirino entlang der Verkehrshauptachsen mit den im Nebenarm des Vedeggiotals gelegenen Medeglia und Isone von den Stimmberechtigten der Gemeinden nur teilweise gutgeheissen.
Da Isone und Mezzovico-Vira die Fusion verwarfen und es der Staatsrat ablehnte, dem Parlament eine Zwangsfusion vorzuschlagen, entschied am 2. Dezember 2008 das Kantonsparlament, die neue Gemeinde nur aus den fünf zustimmenden Gemeinden zu bilden.
Einige Einwohner erhoben jedoch eine Beschwerde gegen die Fusion vor dem Bundesgericht mit der Begründung, dass die Fusion von fünf Gemeinden nicht dem Projekt entspreche, über das abgestimmt wurde. Das Bundesgericht hiess im November 2009 die Beschwerde gut und empfahl den Behörden, eine Volksabstimmung über eine Fusion der fünf Gemeinden durchzuführen.
Monteceneri sollte mit dem Tag der Gemeindewahlen gegründet werden. Diese wurden wegen der pendenten Fusion vom 20. April 2008 verschoben. Nach der zweiten Abstimmung wurde die neue Gemeinde auf den 21. November 2010 aus den fünf zustimmenden Gemeinden Bironico, Camignolo, Medeglia, Rivera und Sigirino gegründet.

## Politische Zugehörigkeit
Die neue Gemeinde gehört zum Bezirk Lugano. Da alle Ortschaften südlich der Passhöhe des Monte Ceneri im Vedeggiotal liegen und die bisher zum Bezirk Bellinzona gehörende Gemeinde Medeglia keine direkte Strassenverbindung in ihren Bezirkshauptort Bellinzona nördlich der Passhöhe hatte, ergibt das Sinn.

## Kommunanz mit Cadenazzo
Die Gemeinde Medeglia bringt in die neue Gemeinde Monteceneri eine Kommunanz ein, die Kommunanz Cadenazzo/Monteceneri (BFS-Nr. 5391). Sie wurde bis im März 2005 Kommunanz Medeglia/Robasacco genannt und führte bis 31. Dezember 2003 die BFS-Nr. 5020. Nachdem die Fusion im Vedeggiotal in Rechtskraft erwachsen ist, hat sie erneut den Namen gewechselt und wird nun als Kommunanz Cadenazzo/Monteceneri bezeichnet.

## Sehenswürdigkeiten
Auf dem Gebiet der ehemaligen Gemeinden Bironico, Camignolo, Mezzovico-Vira, Rivera TI und Sigirino stehen mehrere alte, teils romanische Kirchen.
- Oratorium San Nicolao della Flüe[5]
- Festungen Monte Ceneri[6]
- Kaserne Monte Ceneri[7]

## Persönlichkeiten
- Gianluigi Susinno (* 3. März 1963 in Boudevilliers), Maler, Illustrator, Zeichner, Grafiker; wohnt in Monteceneri[8][9]